# Kingston (Oregon)
Kingston az Amerikai Egyesült Államok északnyugati részén, Oregon állam Linn megyéjében elhelyezkedő önkormányzat nélküli település.
Postahivatala 1891 és 1920 között működött.

## Fordítás
- Ez a szócikk részben vagy egészben  a   Kingston, Oregon című angol Wikipédia-szócikk ezen változatának fordításán alapul.  Az eredeti cikk szerkesztőit annak laptörténete sorolja fel. Ez a jelzés csupán a megfogalmazás eredetét és a szerzői jogokat jelzi, nem szolgál a cikkben szereplő információk forrásmegjelöléseként.